# Toponimi italiani della Liburnia, Morlacchia e Quarnaro

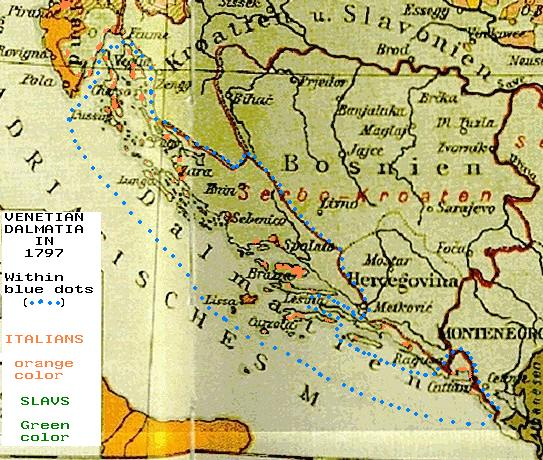
Mappa linguistica austriaca del 1896, su cui sono riportati i confini (segnati con pallini blu) della Dalmazia veneziana nel 1797. In arancione sono evidenziate le zone dove la lingua madre più diffusa era l'italiano, mentre in verde quelle dove erano più diffuse le lingue slave

Elenco dei toponimi italiani della Liburnia, Morlacchia e Quarnaro

## Contea Litoraneo-montana (Primorsko-goranska Županija)

### Città e dintorni di Fiume (Rijeka)

#### Insediamenti e località
- Fiume (Rijeka)

#### Circoscrizioni o quartieri o rioni
La città di Fiume è divisa nei seguenti rioni (Mjesni odbori):
| - Belvedere (Belveder) - Braida-Dolaz (Brajda-Dolac) - Brascine-Pulaz o Malburgo (Brašćine-Pulac) - Bulevard (Bulevard) - Cantrida già Borgomarina (Kantrida) - Casermetta (Vojak) - Centro Porto (Centar Luka), sede civica e municipale - Centro Sussak o Sussag o anche Sansego di Fiume, noto pure come Sussa (Centar Sušak) - Cosala (Kozala) - Crimea (Krimeja) - Draga (Draga) | - Drenova (Drenova) - Gelsi (Podmurvice) - Gherbizzi [o Gherbzi, Gherbaz] (Grbci) - Mlaca (Mlaka) - Montegrappa (Banderovo) - Nocera Inferiore o Orecovizza (Orehovica) - Passaz o Pasciaz (Pašac) - Pecine (Pećine) - Fiumara (Potok) - San Cosimo (Sv. Kuzam) - San Giovanni (Pehlin) | - San Nicolò (Sv. Nikola) - Scoglietto (Školjić) - Scurigne (Škurinje) - Sérdoci (Srdoči) - Svilno (Svilno) - Tersatto (Trsat) - Torretta (Turnić) - Valscurigne (Škurinjska Draga) - Vesizza inferiore (Podvežica) - Vesizza superiore (Gornja Vežica) - Zamét (Zamet) |

### Città di Abbazia (Opatija)

#### Insediamenti e località
La città di Abbazia è divisa in insediamenti (naselja):
- Abbazia (Opatija), nuova sede comunale
- Apriano (Veprinac)
- Breghi (Bregi)
- Dobreci[5] (Dobreć)
- Icici[6][7] (Ičići)
- Ica[5] (Ika)
- Montemaggiore o Villamonte[5] (Vela Učka)
- Oprino[5] (Oprič)
- Pobri (Pobri)
- Pogliane del Carnaro[5] (Poljane)
- Villa Alta o Superiore (Gornje Selo)
- Volosca[6][7][8] (Volosko), vecchia sede comunale

### Città di Arbe (Rab)

#### Insediamenti e località
Il comune di Arbe è diviso in insediamenti (naselja):
- Arbe (Rab), sede comunale
- Bagnol (Banjol)
- Barbato (Barbat na Rabu)
- Campora (Kampor)
- Mondaneo (Mundanije)
- Paludo (Palit)
- Valle San Pietro (Supetarska Draga)

### Città di Buccari (Bakar)

#### Insediamenti e località
Il comune di Buccari è diviso in insediamenti (naselja):
- Buccari (Bakar), sede comunale
- Castro o Villacarsia o Crassizza (Krasica o Krašćica)
- Cuccuglianovo (Kukuljanovo)
- Feletto o San Giuseppe (Praputnjak)
- Creglino (Hreljin)
- Plosna (Plosna)
- Paniqua (Ponikve)
- Slobino (Zlobin)
- Valle di Buccari o Scrillievo (Škrljevo)

### Città di Castua (Kastav)

#### Insediamenti e località
Il comune di Castua è diviso in insediamenti (naselja):
- Bernici (Brnčići)
- Cicovici (Ćikovići)
- Castua (Kastav), sede comunale
- Monte della Trinità (Trinajstići)
- Rubessi (Rubeši)
- Spincici (Spinčići)

### Città di Cherso (Cres)

#### Insediamenti e località
Il comune di Cherso è diviso in insediamenti (naselja):
- Aquilonia (Orlec)
- Caisole (Beli)
- Cherso (Cres), sede comunale
- Dragosetti (Dragozetići)
- Faresina (Porozina)
- Filosici (Filozići)
- Germonici (Grmov)
- Lubenizze (Lubenice)
- Pernata (Pernat)
- Podolli (Mali Podol)
- Predoschizza o La Sella (Predošćica)
- San Giovanni della Vigna (Loznati)
- San Giovanni di Caisole (Ivanje)
- San Giovanni di Cherso (Stivan)
- San Martino in Valle (Martinšćica)
- San Michele (Miholašćica)
- San Pietro (Sveti Petar)
- Sbisina o Sbissina (Zbišina)
- Smergo (Merag)
- Stanici (Stanić)
- Vallon di Cherso (Valun)
- Vasmineci (Važminec)
- Vidovici (Vidovići)
- Vodizze o Acquette (Vodice)
- Vrana o Villa Vrana (Vrana)
- Zibicina (Zbičina)

### Città di Ciabar o Concanera (Čabar)

#### Insediamenti e località
Il comune di Ciabar o Concanera è diviso nei seguenti insediamenti (naselja):
- Basli (Bazli)
- Brigneva Draga o Val Brigneva (Brinjeva Draga)
- Centrovalle o Mediavalle o Valle Centrale (Srednja Draga)
- Cerni Lasi o Lasi Nero (Crni Lazi)
- Ciabar o Concanera (Čabar), capoluogo
- Cosi Verco (Kozji Vrh)
- Craglievo Verco (Kraljev Vrh)
- Cragnizzi (Kranjci)
- Crai di Gerovo (Gerovski Kraj)
- Crib o Cribo (Hrib)
- Crib o Cribo di Cameno (Kamenski Hrib)
- Crib o Cribo di Maco (Makov Hrib)
- Fasonzi (Fažonci)
- Ferbesari (Ferbežari)
- Gerovo (Gerovo)
- Goraci (Gorači)
- Lasi (Lazi)
- Lautari (Lautari)
- Lug o Lugo Piccolo (Mali Lug)
- Mandli (Mandli)
- Ocrivie (Okrivje)
- Pargo (Parg)
- Perchizzi (Prhci)
- Percutova Draga o Valle Percutova (Prhutova Draga)
- Persleti (Pršleti)
- Plescizza (Plešice) (sotto occupazione italiana)
- Podistene di Ciabar (Podstene)
- Posarnizza (Požarnica)
- Presidio o Vallogiulio (Prezid) (sotto occupazione italiana)
- Raunizze di Ciabar (Ravnice)
- Sbìteche (Zbitke)
- Smercari (Smrekari)
- Smercie (Smrečje)
- Socoli (Sokoli)
- Terschia (Tršće) (sotto occupazione italiana)
- Tropeti (Tropeti)
- Vercovizzi (Vrhovci)
- Villa di Ciabar (Selo)
- Vode di Ciabar (Vode)
- Zagari Inferiore (Donji Žagari)
- Zagari Superiore (Gornji Žagari)
- Zamost (Zamost)

### Città di Cirquenizza (Crikvenica)

#### Insediamenti e località
Il comune di Cirquenizza è diviso in insediamenti (naselja):
- Cirquenizza (Crikvenica), sede comunale
- Dramallo o S. Elena (Dramalj)
- San Giacomo (Jadranovo)
- Selze o Seuzze in Liburnia (Selce)

### Città di Delnizza o Delnizze (Delnice)

#### Insediamenti e località
Il comune di Delnizza o Delnizze è diviso in insediamenti (naselja):
- Acqua Bianca o Bela Vodizza (Bela Vodica)
- Bianco (Belo)
- Biglievina (Biljevina)
- Bosconero di Fiume[13] (Crni Lug)
- Calich (Kalić)
- Cedagni (Čedanj)
- Cocicin (Kočičin)
- Colpa (Kupa)
- Crassicevizza Centrale (Srednja Krašićevica)
- Crassicevizza Inferiore (Donja Krašićevica)
- Crassicevizza Superiore (Gornja Krašićevica)
- Crivaz (Krivac)
- Croato (Hrvatsko)
- Cusegli (Kuželj)
- Dedin (Dedin)
- Delnizza[11][12] o Delnizze (Delnice), sede comunale
- Gasparzi (Gašparci)
- Gherbaiel (Grbajel)
- Golico (Golik)
- Guado sulla Colpa (Brod na Kupi)
- Gusti Laz (Gusti Laz)
- Issevenizza (Iševnica)
- Lesca (Leska)
- Lesnizza Grande (Velika Lešnica)
- Lesnizza Piccola (Mala Lešnica)
- Losaz o Losazzo Inferiore (Donji Ložac)
- Losaz o Losazzo Superiore (Gornji Ložac)
- Lucizze (Lučice)
- Maria Trost (Marija Trošt)
- Ocrug Inferiore (Donji Okrug)
- Ocrug Superiore (Gornji Okrug)
- Pedimonte Turcosca (Podgora Turkovska)
- Plaisi (Plajzi)
- Posar (Požar)
- Radociai (Radočaj Brodski)
- Rascrisie (Raskrižje Tihovo)
- Rasloghe (Razloge)
- Rasloschi Ocrug (Razloški Okrug)
- Sedalze (Sedalce)
- Sevagli (Ševalj)
- Sucor (Suhor)
- Ticovo Inferiore (Donje Tihovo)
- Ticovo Superiore (Gornje Tihovo)
- Turche (Turke)
- Turni Inferiore (Donji Turni)
- Turni Superiore (Gornji Turni)
- Vela Voda o Acqua Grande (Vela Voda)
- Villa Guce (Guče Selo)
- Villa Piccola (Malo Selo)
- Zacraiz Turcoschi (Zakrajc Turkovski)
- Zagolico (Zagolik)
- Zalesina (Zalesina)
- Zamost (Zamost Brodski)
- Zapoglie (Zapolje Brodsko)
- Zelin Cernoluschi (Zelin Crnoluški)

### Città di Lussinpiccolo (Mali Lošinj)

#### Insediamenti e località
La città di Lussinpiccolo è divisa in insediamenti (naselja):
- Asinello (Ilovik)
- Bellei o Biancavilla (Belej)
- Canidole Grande (Vele Srakane)
- Canidole Piccola (Male Srakane)
- Chiusi Lussignano (Ćunski)
- Lussingrande (Veli Lošinj)
- Lussinpiccolo (Mali Lošinj), sede comunale
- Neresine (Nerezine)
- Ossero (Osor)
- Punta Croce (Punta Križa)
- San Giacomo (Sveti Jakov)

### Città di Novi o Novi in Valdivino (Novi Vinodolski)

#### Insediamenti e località
Il comune di Novi è diviso in insediamenti (naselja):
| - Acereto (Javorje) - Bater (Bater) - Bile (Bile) - Brese (Breze) - Buccovazzo (Zabukovac) - Callagno o Scozza (Klenovica) - Cerno (Crno) - Drignacco (Drinak) - Ledenizze (Ledenice) - Novi o Novi in Valdivino (Novi Vinodolski), sede comunale | - Pomelnicco (Podmelnik) - Porto Crempotsca (Luka Krmpotska) - Poville o Sant'Elisabetta (Povile) - Russevo (Ruševo Krmpotsko) - Sagòn (Donji Zagon) - San Giacomo (Jakov Polje) - Sibigno (Sibinj Krmpotski) - Smoguizza (Smokvica Krmpotska) - Tripotino (Gornji Zagon) - Villa Vecchia (Krmpotske Vodice) |

### Città di Porto Re o Porto Regio (Kraljevica)

#### Insediamenti e località
La città di Porto Re o Porto Regio è divisa in insediamenti (naselja):
- Buccarizza[16] (Bakarac)
- Porto Re o Porto Regio (Kraljevica), sede comunale
- Crisisce (Križišće)
- Smevica o Smericca (Šmrika)
- Vallegrande[17]  (Veli Dol)
- Vallepiccola (Mali Dol)

### Città di Veglia (Krk)

#### Insediamenti e località
La città di Veglia è divisa in insediamenti (naselja):
| - Baicici (Bajčići) - Bersaz (Brsac) - Brussi (Brusići) - Cornicchia (Kornić) - Lagomartino (Lakmartin) - Monte di Veglia (Vrh) - Nenadici (Nenadići) - Poglizza dei Morlacchi (Poljica) | - Puterno (Linardići) - San Niccolò (Milohnići) - Santa Fosca o Pinesi (Pinezići) - Scherbe (Skrbčići) - Sgallicchio (Žgaljići) - Valdimaùr o Murai di Veglia (Muraj) - Veglia o Vekla (Krk), sede comunale |

### Città di Verbosco (Vrbovsko)

#### Insediamenti e località
Il comune di Verbosco è suddiviso nei seguenti insediamenti (naselja):
| - Blasevizzi (Blaževci) - Bugnevizzi (Bunjevci) - Caidine (Hajdine) - Cambariste (Hambarište) - Camensco (Kamensko) - Carevici (Carevići) - Clanaz (Klanac) - Comlenici (Komlenići) - Damagli (Damalj) - Docmanovizzi (Dokmanovići) - Dolenzi (Dolenci) - Draga Vallucovo (Draga Lukovdolska) - Dragovici (Dragovići) - Giacule (Žakule) - Gomirie (Gomirje) - Gorenzi (Gorenci) - Iablan o Iablano (Jablan) - Iaderci o Iaderch Grande (Veliki Jadrč) - Iaderci o Iaderch Piccola (Mali Jadrč) - Iaxici (Jakšići) - Lezzi (Lesci) - Lipiglie (Liplje) - Lucovodol o Val Lucovo (Lukovdol) - Liubossina (Ljubošina) - Majer (Maier) - Matici (Matići) - Megedi (Međedi) - Molinari (Mlinari) - Mocile (Močile) - Moravizze (Moravice) - Mussulini (Musulini) - Naducinico (Nadvučnik) - Nixici (Nikšići) | - Osoinico (Osojnik) - Petrovici (Petrovići) - Plemenitas (Plemenitaš) - Plessivizza (Plešivica) - Poducinico (Podvučnik) - Pogliana (Poljana) - Presica (Presika) - Radigoina (Radigojna) - Radociai (Radočaj) - Radossevici (Radoševići) - Roma o Villa Roma (Rim) - Retich (Rtić) - Sdicovo (Zdihovo) - Severin sulla Colpa (Severin na Kupi) - Smisgliaco (Smišljak) - Stubizza (Stubica) - Stefanzi (Štefanci) - Tici (Tići) - Tomici (Tomići) - Topolovizza (Topolovica) - Tuco (Tuk) - Verbosco (Vrbovsko), sede comunale - Vuchelici (Vukelići) - Vucicovici Inferiore (Donji Vučkovići) - Vucicovici Superiore (Gornji Vučkovići) - Vucinici (Vučinići) - Vucinico (Vučnik) - Vuinovici (Vujnovići) - Vuxici Inferiore (Donji Vukšići) - Vuxici Superiore (Gornji Vukšići) - Zapech (Zapeć) - Zaumol (Zaumol) |

### Comune di Bescanuova (Baška)

#### Insediamenti e località
Il comune di Bescanuova è diviso in insediamenti (naselja):
- Bescanuova (Baška), sede comunale
- Bescavalle (Draga Bašćanska)
- Batomali o Santa Lucia di Veglia (Batomalj)
- Giurandor o San Giorgio di Veglia (Jurandvor)

### Comune di Castelmuschio (Omišalj)

#### Insediamenti e località
Il comune di Castelmuschio è suddiviso in insediamenti (naselja):
- Castelmuschio (Omišalj), sede comunale
- Gnivizze (Njivice)

### Comune di Clana (Klana)

#### Insediamenti e località
Il comune di Clana è diviso in 5 insediamenti (naselja):
- Bresa (Breza)
- Clana (Klana), sede comunale
- Isera (Lisac)
- Studena (Studena)
- Scalnizza (Škalnica)

### Comune di Costrena (Kostrena)

#### Insediamenti e località
Il comune di Costrena è diviso in insediamenti:
| - Costrena Santa Barbara (Kostrena Sveta Barbara) - Costrena Santa Lucia (Kostrena Sveta Lucija), sede comunale - Duimici (Dujmići) - Glavani o Testani (Glavani) - Maracici (Maračići) - Monte di San Martino (Vrh Martinšćice) - Pavecchi (Paveki) - Plessici (Plešići) - Randici (Randići) - Rosmanich o Santa Rosa (Rožmanići) | - Rosici (Rožići) - San Martino di Liburnia (Martinšćica) - San Pietro (Perovići) - Sodi (Šodići) - Sòici (Šoići) - Sunizzari (Žuknica) - Svezzano (Doričići) - Urigno o Porto Zurogna (Urinj) - Zurcovo (Žurkovo) |

### Comune di Dobrigno (Dobrinj)

#### Insediamenti e località
Il comune di Dobrigno è diviso in insediamenti (naselja):
| - Cisicchie (Čižići) - Dobrigno (Dobrinj), sede comunale - Dolovo (Dolovo) - Gabogno o Gabaìn (Gabonjin) - Gostignazzo (Gostinjac) - Clapa (Hlapa) - Clanizze (Klanice) - Climno o Clina (Klimno) - Crasse (Kras) - Poglie o Campis (Polje) | - Rasnopasno o Santa Maria di Veglia (Rasopasno) - Rùdina o La Biserica (Rudine) - Solini o Salina di Veglia (Soline) - Susana (Sužan) - San Giovanni di Dobrigno (Sveti Ivan Dobrinjski) - San Vito di Dobrigno (Sveti Vid Dobrinjski) - Sillo (Šilo) - Tribuglie (Tribulje) - Sestilaz (Žestilac) - Zuppagne (Županje) |

### Comune di Draga di Moschiena o Val Santamarina (Mošćenička Draga)

#### Insediamenti e località
Il comune di Draga di Moschiena è diviso in insediamenti (naselja):
| - Bassavilla di Moschiena (Donje Selo) - Bersezio (Brseč) - Callaz [Cala] (Kalac) - Gabrova (Grabrova) - Gallovici (Golovik) - Martina (Martina) - Moschiena (Mošćenice) - Obers (Obrš) | - Riva di Moschiena (Donji Kraj) - San Pietro (Sveti Petar) - Sant’Elena (Sveta Jelena) - Sant’Antonio (Sveti Anton) - Sussici (Sučići) - Val Santamarina o Draga di Moschiena (Mošćenička Draga), sede comunale - Zagorie (Zagore) |

### Comune di Fusine o Fusine di Porta Liburnica (Fužine)

#### Insediamenti e località
Il comune di Fusine è diviso in insediamenti (naselja):
- Biancavilla (Belo Selo)
- Bencovazzo di Fusine (Benkovac Fužinski)
- Fusine o Fusine di Porta Liburnica (Fužine), sede comunale
- Liccino (Lič)
- Slavizza (Slavica)
- Urata o Porta di Fusine (Vrata)

### Comune di Gellegne (Jelenje)

#### Insediamenti e località
Il comune di Gellegne è diviso in insediamenti (naselja):
- Bastiani (Baštijani)
- Bernèlici (Brnelići)
- Cucugliani (Kukuljani)
- Dràstini (Drastin)
- Drasizze (Dražice)
- Gellegne o Cervi (Jelenje), sede comunale
- Lòpacia (Lopača)
- Laborsca (Lubarska)
- Luchesi (Lukeži)
- Milasi (Milaši)
- Piedicolle o Piedicolmo (Podhum)
- Piedichilavaz (Podkilavac)
- Rattuglie (Ratulje)
- Ternovizza (Trnovica)
- Vàllici (Valići)
- Villa San Martino (Martinovo Selo)
- Zorètici (Zoretići)

### Comune di Laurana (Lovran)

#### Insediamenti e località
Il comune di Laurana è diviso in insediamenti (naselja):
- Ligani (Liganj)
- Laurana[5] (Lovran), sede comunale
- Dosso di Laurana[5] (Lovranska Draga)
- Medea[5] (Medveja)
- Tuliano[5] (Tuliševica)

### Comune di Loque (Lokve)

#### Insediamenti e località
Il comune di Loque è suddiviso in insediamenti o frazioni (naselja):
- Acqua Gelida o Acqua Fredda (Mrzla Vodica)
- Comer (Homer)
- Lasaz di Loque (Lazac Lokvarski)
- Loque (Lokve), sede comunale
- Pedetissovaz o Poditissovaz (Podtisovac)
- Slieme (Sljeme)
- Sopach o Sopaci (Sopač)
- Zelin di Acqua Gelida (Zelin Mrzlovodički)

### Comune di Loparo (Lopar)

#### Insediamenti e località
Il comune di Loparo è costituito da un solo insediamento (naselje):
- Loparo (Lopar), sede comunale

### Comune di Malinsca-Dobasnizza (Malinska-Dubašnica)

#### Insediamenti e località
Il comune di Malinsca è diviso in insediamenti (naselja):
| - Barussici (Barušići) - Bogovici (Bogovići) - Cremenici (Kremenići) - Dobasnizza (Dubašnica) - Gliuttici (Ljutići) - Malinsca (Malinska), sede comunale - Marsici (Maršići) - Milcetici (Milčetići) - Milovici (Milovčići) - Ostrobradici (Oštrobradić) - Porto di Malinsca (Porat) | - Porto Fontana (Vantačići) - Ràdici (Radići) - Sablici (Sabljići) - Sant'Antonio di Veglia (Sveti Anton) - San Giovanni di Malinsca (Sveti Ivan) - San Vito Micoglizze o San Vito-San Michele (Sveti Vid-Miholjice) - Sercici (Sršići) - Sgombo (Žgombići) - Sidarici (Zidarići) - Strilcici (Strilčići) - Turcici (Turčić) |

### Comune di Mattuglie (Matulji)

#### Insediamenti e località
Il comune di Mattuglie è diviso in insediamenti (naselja):
| - Berze (Brdce) - Bergut Grande (Veli Brgud) - Bergut Piccolo (Mali Brgud) - Breghi (Bregi) - Bresca (Brešca) - Cucelli (Kučeli) - Giordani (Jurdani) - Giussici (Jušići) - Lippa (Lipa) - Mattuglie (Matulji), sede comunale - Micotici (Mihotići) - Mune Grande (Vele Mune) | - Mune Piccolo (Male Mune) - Mussici (Mučići) - Passiaco (Pasjak) - Permani (Permani) - Ruccavazzo (Rukavac) - Ruppa (Rupa) - Russici (Ružići) - Saluchi (Zaluki) - Sappiane (Šapjane) - Suonecchia (Zvoneće) - Seiane (Žejane, Jeiăn in istrorumeno) |

### Comune di Mercopagli o Mercopaglio (Mrkopalj)

#### Insediamenti e località
Il comune di Mercopagli è suddiviso in frazioni (naselja):
- Begovo Rasdoglie (Begovo Razdolje)
- Brestova Valle (Brestova Draga)
- Mercopagli o Mercopaglio (Mrkopalj), sede comunale
- Sungher (Sunger)
- Tuco di Mercopaglio (Tuk Mrkopaljski)
- Tuco Voini o Militare (Tuk Vojni)

### Comune di Montedritto (Ravna Gora)

#### Insediamenti e località
Il comune di Montedritto è composto dai seguenti insediamenti (naselja): 
- Cupiaco (Kupjak)
- Montedritto (Ravna Gora), sede comunale
- Scije (Šije)
- Val Lescova (Leskova Draga)
- Vecchia Suscizza (Stara Sušica)
- Vecchia Lasa (Stari Laz)

### Comune di Moravizze o Moravizza (Brod Moravice)

#### Insediamenti e località
Fanno parte del comune di Moravizze i seguenti insediamenti:
- Cavrani (Kavrani)
- Ciuciaco (Čučak)
- Cociani (Kocijani)
- Colnari (Colnari)
- Cuti Superiore (Gornji Kuti)
- Delaci (Delači)
- Dolus (Doluš)
- Dobra Inferiore (Donja Dobra)
- Draga o Valle Grande (Vele Drage)
- Draga o Valle Piccola (Male Drage)
- Golichi (Goliki)
- Gorseti (Goršeti)
- Loquizza di Moravizza (Lokvica)
- Macleno (Maklen)
- Moravizza o Moravizze (Brod Moravice) (358 abitanti), sede comunale
- Naglici (Naglići)
- Nova Chise (Nove Hiže)
- Novo Lasi (Novi Lazi)
- Pauzzi (Pauci)
- Planizza di Moravizza (Planica)
- Pogorani (Podgorani)
- Podistene di Moravizza (Podstene)
- Rasderto (Razdrto)
- Sain Inferiore (Donji Šajn)
- Sain Superiore (Gornji Šajn)
- Secovaz o Secovazzo Inferiore (Donji Šehovac)
- Secovaz o Secovazzo Superiore (Gornji Šehovac)
- Smiliacco (Smišljak)
- Sepezzi di Podistene (Šepci Podstenski)
- Simatovo (Šimatovo)
- Valle Lamana Inferiore (Donja Lamana Draga)
- Valle Lamana Superiore (Gornja Lamana Draga)
- Vecchio Lasi (Stari Lazi)
- Villa Clepece (Klepeće Selo)
- Villa di Moravizza (Moravička Sela)
- Zacherto (Zahrt)
- Zaverco di Moravizza (Zavrh)
- Zaversie (Završje)

### Comune di Ponte (Punat)

#### Insediamenti e località
Il comune di Ponte o Ponte di Veglia è costituito dai seguenti insediamenti (naselja): 
- Besca Vecchia (Stara Baška)
- Cassione (Košljun)
- Marina di Ponte (Marina Punat)
- Ponte o Ponte di Veglia (Punat), sede comunale
- Valle di Ponte (Puntarska Draga)

### Comune di Scorda (Skrad)

#### Insediamenti e località
Il comune di Scorda è costituito dalle seguenti frazioni (naselia): 
- Bianco Ravan o Bianco Altopiano (Belski Ravan)
- Bresie Dobransco (Brezje Dobransko)
- Bucov Verco (Bukov Vrh)
- Bucovazzo di Podiverco (Bukovac Podvrški)
- Busin o Busino (Buzin)
- Clevizzi (Hlevci)
- Còsnico (Hosnik)
- Cribaz o Cribazzo (Hribac)
- Diviacche (Divjake)
- Dobra Superiore (Gornja Dobra)
- Dobra Piccola (Mala Dobra)
- Gorani di Scorda (Gorani)
- Gorizza di Scorda (Gorica Skradsk)
- Gramagli (Gramalj)
- Pecisce (Pečišće)
- Planina di Scorda (Planina Skradska)
- Podislemeni Lasi (Podslemeni Lazi)
- Podistena (Podstena)
- Puzzaco (Pucak)
- Rascrisie (Raskrižje)
- Rassoche (Rasohe)
- Resnatazzo (Resnatac)
- Roghi (Rogi)
- Scorda (Skrad)
- Selze Piccolo (Malo Selce)
- Selze Grande (Veliko Selce)
- Sleme di Scorda (Sleme Skradsko)
- Terschi Lasi (Trški Lazi)
- Tusti Verco (Tusti Vrh)
- Verco Brodschi (Vrh Brodski)
- Zacraizzo Brodschi (Zakrajc Brodski)
- Zernovaz o Zernovazzo (Žrnovac)

### Comune di Valdivino (Vinodolska Općina)

#### Insediamenti e località
Il comune di Valdivino è diviso nei seguenti insediamenti (naselja):
- Brebério o Bribério (Bribir), sede comunale
- Drevenico[17] (Drivenik)
- Grisane-Belgrado (Grižane-Belgrad)
- Tribagli o Tribaglio (Tribalj)

### Comune di Verbenico (Vrbnik)

#### Insediamenti e località
Il comune di Verbenico è diviso nei seguenti insediamenti (naselja):
- Garizze[18] o Le Cave (Garica)
- Campeglie[19] (Kampelje)
- Rèssica[20] (Risika)
- Verbenico[21] (Vrbnik), sede comunale

### Comune di Viscovo o San Matteo di Liburnia o San Mattia (Viškovo)

#### Insediamenti e località
Il comune di Viscovo è diviso nei seguenti insediamenti (naselja):
- Cossi (Kosi)
- Marceglia (Marčelji)
- Marinici (Marinići)
- Mladenici (Mladenići)
- Sarsoni[22] (Saršoni)
- Serochi (Sroki)
- Viscovo o San Matteo di Liburnia o San Mattia[18][22] (Viškovo)

### Comune di Zaule del Carnaro o Zaule di Liburnia (Čavle)

#### Insediamenti e località
Il comune di Zaule del Carnaro o Zaule di Liburnia è diviso nei seguenti insediamenti (naselja):
| - Busdocani o Busdocagno (Buzdohanj) - Zaule di Liburnia o Zaule del Carnaro (Čavle), sede comunale - Cernico (Cernik) - Grobenico o Grobnico o Tomba o Tomba della Liburnia (Grobnik) - Ilòvico (Ilovik) | - Maurinzi (Mavrinci) - Podiciudinicio o Sottomonte del Miracolo (Podčudnič) - Podervagni o Podervagno (Podrvanj) - Soboli (Soboli) - Zastenizza o Zastenizze (Zastenice) |

## Località della Liburnia Morlacchia Quarnero [comuni]

### A
- Abbazia (Opatija) [Abbazia]
- Acereto (Javorje) [Novi in Valdivino]
- Acqua Bianca o Bela Vodizza (Bela Vodica) [Delnizza o Delnizze]
- Alessinizza (Aleksinica) [Gospich]
- Apriano (Veprinac) [Abbazia]
- Aquilonia (Orlec) [Cherso]
- Arbe (Rab) [Arbe]
- Asinello di Lussino (Ilovik) [Lussinpiccolo]
- Asinello di Zàule (Ilovik)  [Zaule]

### B
- Bani = Bani
- Banja = Bagni
- Banovine = Banovina
- Barić Draga = Barich
- Baštijani = Bastiani
- Belica = Riobianco, Belizza
- Benčići = Bèncici
- Bezjaki = Bisiachi
- Blažići = Blàsici
- Bogović = Bògovi
- Branki = Branchi
- Breg = Poggio
- Brnasi = Bernassi
- Brnčići = Bernicici
- Brnelići = Bernélici
- Brnići = Bérnici
- Brusić = Brusi
- Buzdohanj = Buso, Busdocagni

### C, Č
- Čavle = Zàule della Liburnia
- Cernik = Cérnigo
- Cesarica = Cesarizza
- Čikovići = Ciccòvici
- Crni Dabar = Cerni Dabar

### D
- Diračje = Dìracie
- Diraki 1,2 = Dìrachi
- Dolci = Dolzi
- Dorčići = Dòrcici
- Drastin = Dràstini
- Dražice = Drasizze
- Drenova = Drenòva

### F
- Furičevo = Furìcevo

### G
- Garići = Gàrici
- Glavani = Testani
- Globići = Glòbici
- Grbci = Gherbizzi
- Grobnik = Grobénico di Fiume, Gròbnico
- Grohovo = Gròcovo

### H
- Hosti = Osti

### I
- Ilovik = Ilòvico

### J
- Jardasi = Iardasi
- Jelenje = Cervi, Ielegne

### K
- Kantrida = Cantrìda
- Karlobag = Carlopago
- Kastav = Castua
- Konjsko = Cognisco
- Kosi = Cossi
- Kozala = Cosàla
- Koziji Vrh = Cossiverco, Montecarpino
- Krasa = Crassa
- Krasica = Crassizza
- Križovi Vrh = Montecroce
- Kučići = Cucici
- Kućišta Cesarička = Cucista
- Kukuljani = Cucugliani
- Kukuljanovo = Cucuglianovo

### L
- Lopača = Lòpacia
- Luban = Lùbani
- Lubarska = Laborsca
- Lukeži = Luchesi

### M
- Malonji = Malogni
- Marčelji = Marceglia
- Martinovo Selo = Villa San Martino
- Mavrinci = Maurinzi
- Medvedek = Orsano; Meduedecco
- Meja = Meia
- Mijelaki = Mielacchi
- Milaši = Milasi
- Mladenići = Mladènici
- Mulci = Mulci

### O
- Orbani = Orbani
- Orehovica = Nocera Inferiore, Orecovizza

### P
- Pašac = Pàssaz, Pasciaz
- Pavinići = Pàvinici
- Pavletići = Paulètici
- Pehlin = Peclin
- Pilepići = Pilépici
- Plase = Plasse
- Pletenci = Pletenci
- Podbreg = Piedicolle
- Podhum = Petrara!, Pothum, Potùmo
- Podkilavac = Piedichilavaz
- Podmaj = Piedimaggia
- Podrvanj = Podervagni, Podruagni
- Pulac = Malburgo

### R
- Rastočine = Rastòcine
- Ratulje = Rattuglie
- Rijeka = Fiume
- Rubeši = Rubessi
- Rujevica = Ruievizza

### S, Š
- Sansego, Sànsego di Fiume, Sussa, Suscia (Susak)
- Saršoni = Sarsoni
- Siroli = Siroli
- Škenderi = Schènderi
- Škuderi = Scuderi
- Škurinjska Draga = Valscurigne
- Skvažići = Squàsici
- Soboli = Soboli
- Špinčići = Spìncici
- Srdoči = Sérdoci
- Sroki = Srocchi
- Staništa = Stanista
- Stepani = Stefani
- Štranga = Stranga
- Sušanj Cesarički = Sussagni
- Sveta Katarina = Caterina
- Sveti Ivan = San Giovanni
- Sveti Križ = Santa Croce di Fiume
- Sveti Matej = San Matteo
- Sveti Nikola = San Niccolò
- Sveto Trojstvo = Santa Trinità
- Svilno = Svilno

### T
- Tometići = Tométici
- Trampi = Trampi
- Trinajstići = Sassarino, Tergnaìstici
- Trnovica = Ternovizza
- Trsat = Tersatto
- Turki = Turchi
- Turnić = Torretta

### U
- Unie (Unije)
- Ustrine (Ustrine)

### V
- Valići = Vàllici
- Vidovac Cesarički = Vidovaz
- Viškovo = San Vincenzo

### Z
- Zamet = Zamét
- Zastenice = Zastenizze
- Zoretići = Zorètici